# Археологический музей Руана
Археологический музей Руана (фр. Musée départemental des antiquités) — французский музей древностей, расположенный в административном центре региона Верхняя Нормандия, городе Руане. Музей был основан в 1831 году по предложению префекта департамента для размещения археологических находок, обнаруженных в ходе раскопок в Лилльбонне, древнем центре галльского племени калетов.

## Здание музея
Для устройства нового департаментского музея было выбрано здание старой женской обители визитанток (XVII век). Монастырь был построен с 1680 по 1691 годы. Монастырская церковь, заложенная 6 августа 1711 года архитектором доминиканцев Пьером Комоном, была завершена в XVIII веке. Однако в годы Французской революции церковь разрушили. Здание обители классифицировано как национальный исторический памятник в 1862 году.

## Коллекции

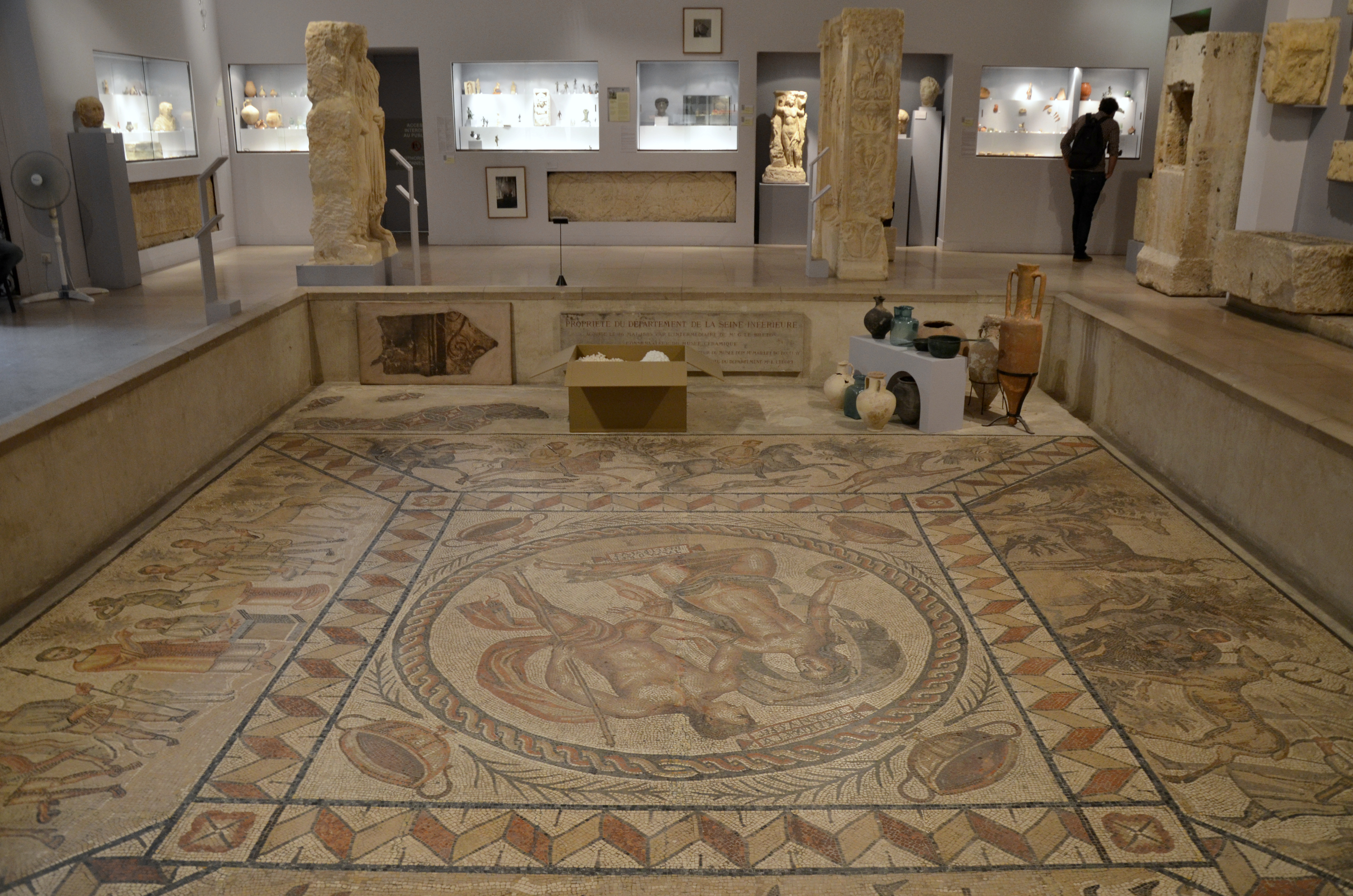
Зал с лилльбонской мозаикой III—IV вв.

Экспонаты коллекций музея имеют преимущественно локальное происхождение; они датированы от периода бронзового века до эпохи Возрождения. Поскольку этот регион Нормандии особо богат археологическими памятниками, в музее представлены значительные коллекции доисторической эпохи, галло-римского периода и эпохи меровингов, дающие представление о жизни тех цивилизаций.
В коллекциях музея представлено множество значительных предметов искусства периодов Средневековья и Возрождения, подтверждающих развитие множества художественных форм во Франции, и в Нормандии в частности (ювелирные изделия, слоновая кость, эмаль, скульптура, витражи, гобелены). В результате масштабных градостроительных работ, предпринятых в Руане в XIX веке, коллекции музея пополнились прекрасными предметами деревянной архитектуры и роскошными элементами внутреннего декора XV и XVI веков.
В постоянной экспозиции музея также представлены экспонаты, не имеющие отношения к Нормандии; в их числе древнеегипетские и древнегреческие экспонаты, а также тунисские предметы эпохи Карфагена и романизации Африки. Эти коллекции были завещаны музею в XIX—XX веках.